# Karosa A 30
Karosa A 30 — городской автобус среднего класса, выпускавшийся компанией Karosa с 1968 по 1972 год, параллельно с Karosa-Š.

## Конструкция
Karosa A 30 представляет собой автобус длиной 6,5 м. Кузов имеет панельную конструкцию. Каркас автобуса сделан из стали.
Двигатель расположен в кабине водителя. Вход в салон через две механические двери. Также присутствует водительская дверь.
Также существовала модификация, удлинённая на 20 мест. Также был добавлен ещё один ряд, по 4 места.